# Horlogeopwinder

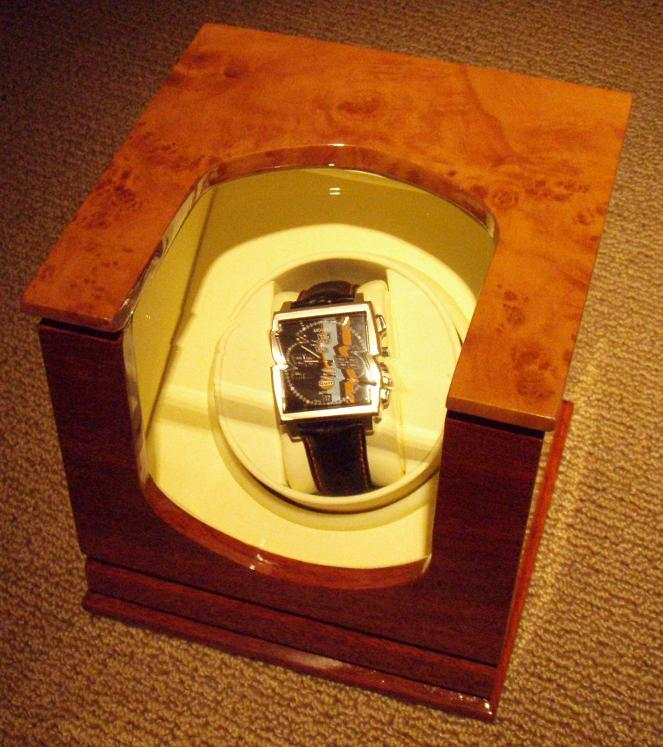
Horloge in een opwinder

Een horlogeopwinder is een apparaat dat ervoor zorgt dat een automatisch horloge opgewonden blijft als het niet wordt gedragen. Hierdoor blijft de veer gespannen, wat ervoor zorgt dat het horloge nauwkeurig blijft lopen.
Een automatisch horloge heeft een gangreserve die varieert van enkele uren tot meerdere dagen. Als het horloge gedurende deze tijd niet wordt gedragen en ook niet handmatig wordt opgewonden, gaat het horloge stil staan. Om dit tegen te gaan, kan het horloge in een horlogeopwinder worden geplaatst. Deze draait met regelmatige intervallen een horloge rond, zodat het automaatmechanisme het horloge opwindt.
De meeste horlogeopwinders kunnen worden ingesteld voor het aantal rotaties per dag of per uur. Het vereiste aantal rotaties om een horloge opgewonden te houden, wordt aangeduid met de Engelse term turns per day, ook wel afgekort tot TPD. Ook kan bij sommige horlogeopwinders worden ingesteld of ze linksom dan wel rechtsom draaien, wat voor een beperkt aantal automatische horloges (o.a. bepaalde Rolex modellen) van belang is.
Vaak kan een horlogeopwinder op zowel netspanning als batterijen werken. Dit laatste is voornamelijk bedoeld voor het geval de horlogeopwinder met horloge(s) in een kluis geplaatst wordt.
Horlogeopwinders zijn er in enkelvoudige uitvoering, dus voor één horloge, maar er zijn ook exemplaren waarin meerdere horloges tegelijkertijd geplaatst en opgewonden kunnen worden.